# بيتر جولياس
بيتر جولياس (بالمجرية: Gulyás Péter) مواليد 4 مارس 1984 في فيسبرم، المجر، هو لاعب كرة يد مجري يلعب كجناح أيمن. يلعب حاليا مع نادي فيسبرم لكرة اليد ويحمل الرقم 3. مثل منتخب المجر لكرة اليد. شارك في دورة الألعاب الأولمبية الصيفية سنة 2012.

## سجل المنافسة
شارك في البطولات التالية:
- بطولة العالم لكرة اليد للرجال 2011
- بطولة أوروبا لكرة اليد للرجال 2008
- بطولة أوروبا لكرة اليد للرجال 2010
- بطولة أوروبا لكرة اليد للرجال 2014
- الألعاب الأولمبية الصيفية 2012

## الإنجازات
- الدوري المجري لكرة اليد:
  - الفوز: 2001، 2002، 2003، 2004، 2005، 2006، 2008، 2009، 2010، 2011، 2012
  - الميدالية الفضية: 2007
- دوري أبطال أوروبا لكرة اليد:
  - النهائي: 2015
  - نصف النهائي: 2003، 2006، 2014
- كأس أبطال الكؤوس الأوروبية لكرة اليد:
  - الفوز: 2008
- بطولة العالم لكرة اليد للرجال ناشئين:
  - الميدالية البرونزية: 2005

## روابط خارجية
- بيتر جولياس على موقع الاتحاد الأوروبي لكرة اليد (الإنجليزية)
- بيتر جولياس على موقع أوليمبيديا (الإنجليزية)